# Чемпіонат світу з футболу 2006 (кваліфікаційний раунд, УЄФА)

## Етап 1

### Група 1
| Група 1            |    |     |   |     |    |    |    |
| Команда            | М  | Пер | Н | Пор | +  | -  | Оч |
| Нідерланди         | 12 | 10  | 2 | 0   | 27 | 3  | 32 |
| Чехія              | 12 | 9   | 0 | 3   | 35 | 12 | 27 |
| Румунія            | 12 | 8   | 1 | 3   | 20 | 10 | 25 |
| Фінляндія          | 12 | 5   | 1 | 6   | 21 | 19 | 16 |
| Північна Македонія | 12 | 2   | 3 | 7   | 11 | 24 | 9  |
| Вірменія           | 12 | 2   | 1 | 9   | 9  | 25 | 7  |
| Андорра            | 12 | 1   | 2 | 9   | 4  | 34 | 5  |
|                    |    |     |   |     |    |    |    |

| Результати        |                             |            |           |            |
| Дата              | Місце проведення            |            | Результат |            |
| 12 жовтня 2005    | Нідерланди (Амстердам)      | Нідерланди | 0:0       | Македонія  |
| 12 жовтня 2005    | Фінляндія (Гельсінкі)       | Фінляндія  | 0:3       | Чехія      |
| 12 жовтня 2005    | Андорра (Андорра-ла-Велья)  | Андорра    | 0:3       | Вірменія   |
| 8 жовтня 2005     | Чехія (Прага)               | Чехія      | 0:2       | Нідерланди |
| 8 жовтня 2005     | Фінляндія (Гельсінкі)       | Фінляндія  | 0:1       | Румунія    |
| 7 вересня 2005    | Нідерланди (Ейндховен)      | Нідерланди | 4:0       | Андорра    |
| 7 вересня 2005    | Фінляндія (Тампере)         | Фінляндія  | 5:1       | Македонія  |
| 7 вересня 2005    | Чехія (Оломоуц)             | Чехія      | 4:1       | Вірменія   |
| 3 вересня 2005    | Вірменія (Єреван)           | Вірменія   | 0:1       | Нідерланди |
| 3 вересня 2005    | Румунія (Констанца)         | Румунія    | 2:0       | Чехія      |
| 3 вересня 2005    | Андорра (Андорра-ла-Велья)  | Андорра    | 0:0       | Фінляндія  |
| 17 серпня 2005    | Румунія (Констанца)         | Румунія    | 2:0       | Андорра    |
| 17 серпня 2005    | Північна Македонія (Скоп'є) | Македонія  | 0:3       | Фінляндія  |
| 8 червня 2005     | Фінляндія (Гельсінкі)       | Фінляндія  | 0:4       | Нідерланди |
| 8 червня 2005     | Румунія (Констанца)         | Румунія    | 3:0       | Вірменія   |
| 8 червня 2005     | Чехія (Тепліце)             | Чехія      | 6:1       | Македонія  |
| 4 червня 2005     | Нідерланди (Роттердам)      | Нідерланди | 2:0       | Румунія    |
| 4 червня 2005     | Вірменія (Єреван)           | Вірменія   | 1:2       | Македонія  |
| 4 червня 2005     | Чехія (Ліберец)             | Чехія      | 8:1       | Андорра    |
| 30 березня 2005   | Нідерланди (Ейндховен)      | Нідерланди | 2:0       | Вірменія   |
| 30 березня 2005   | Північна Македонія (Скоп'є) | Македонія  | 1:2       | Румунія    |
| 30 березня 2005   | Андорра (Андорра-ла-Велья)  | Андорра    | 0:4       | Чехія      |
| 26 березня 2005   | Румунія (Будапешт)          | Румунія    | 0:2       | Нідерланди |
| 26 березня 2005   | Вірменія (Єреван)           | Вірменія   | 2:1       | Андорра    |
| 26 березня 2005   | Чехія (Тепліце)             | Чехія      | 4:3       | Фінляндія  |
| 9 лютого 2005     | Північна Македонія (Скоп'є) | Македонія  | 0:0       | Андорра    |
| 17 листопада 2004 | Іспанія (Барселона)         | Андорра    | 0:3       | Нідерланди |
| 17 листопада 2004 | Вірменія (Єреван)           | Вірменія   | 1:1       | Румунія    |
| 17 листопада 2004 | Північна Македонія (Скоп'є) | Македонія  | 0:2       | Чехія      |
| 13 жовтня 2004    | Нідерланди (Амстердам)      | Нідерланди | 3:1       | Фінляндія  |
| 13 жовтня 2004    | Вірменія (Єреван)           | Вірменія   | 0:3       | Чехія      |
| 13 жовтня 2004    | Андорра (Андорра-ла-Велья)  | Андорра    | 1:0       | Македонія  |
| 9 жовтня 2004     | Північна Македонія (Скоп'є) | Македонія  | 2:2       | Нідерланди |
| 9 жовтня 2004     | Фінляндія (Тампере)         | Фінляндія  | 3:1       | Вірменія   |
| 9 жовтня 2004     | Чехія (Прага)               | Чехія      | 1:0       | Румунія    |
| 8 вересня 2004    | Вірменія (Єреван)           | Вірменія   | 0:2       | Фінляндія  |
| 8 вересня 2004    | Нідерланди (Амстердам)      | Нідерланди | 2:0       | Чехія      |
| 8 вересня 2004    | Андорра (Андорра-ла-Велья)  | Андорра    | 1:5       | Румунія    |
| 4 вересня 2004    | Румунія (Крайова)           | Румунія    | 2:1       | Македонія  |
| 4 вересня 2004    | Фінляндія (Тампере)         | Фінляндія  | 3:0       | Андорра    |
| 18 серпня 2004    | Румунія (Будапешт)          | Румунія    | 2:1       | Фінляндія  |
| 18 серпня 2004    | Північна Македонія (Скоп'є) | Македонія  | 3:0       | Вірменія   |

### Група 2
| Група 2   |    |     |   |     |    |    |    |
| Команда   | М  | Пер | Н | Пор | +  | -  | Оч |
| Україна   | 12 | 7   | 4 | 1   | 18 | 7  | 25 |
| Туреччина | 12 | 6   | 5 | 1   | 23 | 9  | 23 |
| Данія     | 12 | 6   | 4 | 2   | 24 | 12 | 22 |
| Греція    | 12 | 6   | 3 | 3   | 15 | 9  | 21 |
| Албанія   | 12 | 4   | 1 | 7   | 11 | 20 | 13 |
| Грузія    | 12 | 2   | 4 | 6   | 14 | 25 | 10 |
| Казахстан | 12 | 0   | 1 | 11  | 6  | 29 | 1  |
|           |    |     |   |     |    |    |    |

| Результати        |                           |           |           |           |
| Дата              | Місце проведення          |           | Результат |           |
| 12 жовтня 2005    | Казахстан (Алмати)        | Казахстан | 1:2       | Данія     |
| 12 жовтня 2005    | Греція (Афіни)            | Греція    | 1:0       | Грузія    |
| 12 жовтня 2005    | Албанія (Тирана)          | Албанія   | 0:1       | Туреччина |
| 8 жовтня 2005     | Данія (Копенгаген)        | Данія     | 1:0       | Греція    |
| 8 жовтня 2005     | Грузія (Тбілісі)          | Грузія    | 0:0       | Казахстан |
| 8 жовтня 2005     | Україна (Дніпропетровськ) | Україна   | 2:2       | Албанія   |
| 7 вересня 2005    | Данія (Копенгаген)        | Данія     | 6:1       | Грузія    |
| 7 вересня 2005    | Україна (Київ)            | Україна   | 0:1       | Туреччина |
| 7 вересня 2005    | Казахстан (Алмати)        | Казахстан | 1:2       | Греція    |
| 3 вересня 2005    | Туреччина (Стамбул)       | Туреччина | 2:2       | Данія     |
| 3 вересня 2005    | Грузія (Тбілісі)          | Грузія    | 1:1       | Україна   |
| 3 вересня 2005    | Албанія (Тирана)          | Албанія   | 2:1       | Казахстан |
| 17 серпня 2005    | Казахстан (Алмати)        | Казахстан | 1:2       | Грузія    |
| 8 червня 2005     | Греція (Афіни)            | Греція    | 0:1       | Україна   |
| 8 червня 2005     | Казахстан (Алмати)        | Казахстан | 0:6       | Туреччина |
| 8 червня 2005     | Данія (Копенгаген)        | Данія     | 3:1       | Албанія   |
| 4 червня 2005     | Туреччина (Стамбул)       | Туреччина | 0:0       | Греція    |
| 4 червня 2005     | Албанія (Тирана)          | Албанія   | 3:2       | Грузія    |
| 4 червня 2005     | Україна (Київ)            | Україна   | 2:0       | Казахстан |
| 30 березня 2005   | Греція (Афіни)            | Греція    | 2:0       | Албанія   |
| 30 березня 2005   | Грузія (Тбілісі)          | Грузія    | 2:5       | Туреччина |
| 30 березня 2005   | Україна (Київ)            | Україна   | 1:0       | Данія     |
| 26 березня 2005   | Грузія (Тбілісі)          | Грузія    | 1:3       | Греція    |
| 26 березня 2005   | Туреччина (Стамбул)       | Туреччина | 2:0       | Албанія   |
| 26 березня 2005   | Данія (Копенгаген)        | Данія     | 3:0       | Казахстан |
| 9 лютого 2005     | Греція (Афіни)            | Греція    | 2:1       | Данія     |
| 9 лютого 2005     | Албанія (Тирана)          | Албанія   | 0:2       | Україна   |
| 17 листопада 2004 | Греція (Пірей)            | Греція    | 3:1       | Казахстан |
| 17 листопада 2004 | Грузія (Тбілісі)          | Грузія    | 2:2       | Данія     |
| 17 листопада 2004 | Туреччина (Стамбул)       | Туреччина | 0:3       | Україна   |
| 13 жовтня 2004    | Данія (Копенгаген)        | Данія     | 1:1       | Туреччина |
| 13 жовтня 2004    | Казахстан (Алмати)        | Казахстан | 0:1       | Албанія   |
| 13 жовтня 2004    | Україна (Львів)           | Україна   | 2:0       | Грузія    |
| 9 жовтня 2004     | Албанія (Тирана)          | Албанія   | 0:2       | Данія     |
| 9 жовтня 2004     | Туреччина (Стамбул)       | Туреччина | 4:0       | Казахстан |
| 9 жовтня 2004     | Україна (Київ)            | Україна   | 1:1       | Греція    |
| 8 вересня 2004    | Греція (Пірей)            | Греція    | 0:0       | Туреччина |
| 8 вересня 2004    | Казахстан (Алмати)        | Казахстан | 1:2       | Україна   |
| 8 вересня 2004    | Грузія (Тбілісі)          | Грузія    | 2:0       | Албанія   |
| 4 вересня 2004    | Албанія (Тирана)          | Албанія   | 2:1       | Греція    |
| 4 вересня 2004    | Туреччина (Трабзон)       | Туреччина | 1:1       | Грузія    |
| 4 вересня 2004    | Данія (Копенгаген)        | Данія     | 1:1       | Україна   |

### Група 3
| Група 3     |    |     |   |     |    |    |    |
| Команда     | М  | Пер | Н | Пор | +  | -  | Оч |
| Португалія  | 12 | 9   | 3 | 0   | 35 | 5  | 30 |
| Словаччина  | 12 | 6   | 5 | 1   | 24 | 8  | 23 |
| Росія       | 12 | 6   | 5 | 1   | 23 | 12 | 23 |
| Естонія     | 12 | 5   | 2 | 5   | 16 | 17 | 17 |
| Латвія      | 12 | 4   | 3 | 5   | 18 | 21 | 15 |
| Ліхтенштейн | 12 | 2   | 2 | 8   | 13 | 23 | 8  |
| Люксембург  | 12 | 0   | 0 | 12  | 5  | 48 | 0  |
|             |    |     |   |     |    |    |    |

| Результати        |                         |             |           |             |
| Дата              | Місце проведення        |             | Результат |             |
| 12 жовтня 2005    | Словаччина (Братислава) | Словаччина  | 0:0       | Росія       |
| 12 жовтня 2005    | Люксембург (Люксембург) | Люксембург  | 0:2       | Естонія     |
| 12 жовтня 2005    | Португалія (Порту)      | Португалія  | 3:0       | Латвія      |
| 8 жовтня 2005     | Португалія (Авейру)     | Португалія  | 2:1       | Ліхтенштейн |
| 8 жовтня 2005     | Росія (Москва)          | Росія       | 5:1       | Люксембург  |
| 8 жовтня 2005     | Словаччина (Братислава) | Словаччина  | 1:0       | Естонія     |
| 7 вересня 2005    | Ліхтенштейн (Вадуц)     | Ліхтенштейн | 3:0       | Люксембург  |
| 7 вересня 2005    | Латвія (Рига)           | Латвія      | 1:1       | Словаччина  |
| 7 вересня 2005    | Росія (Москва)          | Росія       | 0:0       | Португалія  |
| 3 вересня 2005    | Португалія (Фару-Луле)  | Португалія  | 6:0       | Люксембург  |
| 3 вересня 2005    | Росія (Москва)          | Росія       | 2:0       | Ліхтенштейн |
| 3 вересня 2005    | Естонія (Таллінн)       | Естонія     | 2:1       | Латвія      |
| 17 серпня 2005    | Ліхтенштейн (Вадуц)     | Ліхтенштейн | 0:0       | Словаччина  |
| 17 серпня 2005    | Латвія (Рига)           | Латвія      | 1:1       | Росія       |
| 8 червня 2005     | Естонія (Таллінн)       | Естонія     | 0:1       | Португалія  |
| 8 червня 2005     | Люксембург (Люксембург) | Люксембург  | 0:4       | Словаччина  |
| 8 червня 2005     | Латвія (Рига)           | Латвія      | 1:0       | Ліхтенштейн |
| 4 червня 2005     | Португалія (Лісабон)    | Португалія  | 2:0       | Словаччина  |
| 4 червня 2005     | Естонія (Таллінн)       | Естонія     | 2:0       | Ліхтенштейн |
| 4 червня 2005     | Росія (Санкт-Петербург) | Росія       | 2:0       | Латвія      |
| 30 березня 2005   | Латвія (Рига)           | Латвія      | 4:0       | Люксембург  |
| 30 березня 2005   | Словаччина (Братислава) | Словаччина  | 1:1       | Португалія  |
| 30 березня 2005   | Естонія (Таллінн)       | Естонія     | 1:1       | Росія       |
| 26 березня 2005   | Естонія (Таллінн)       | Естонія     | 1:2       | Словаччина  |
| 26 березня 2005   | Ліхтенштейн (Вадуц)     | Ліхтенштейн | 1:2       | Росія       |
| 17 листопада 2004 | Люксембург (Люксембург) | Люксембург  | 0:5       | Португалія  |
| 17 листопада 2004 | Росія (Краснодар)       | Росія       | 4:0       | Естонія     |
| 17 листопада 2004 | Ліхтенштейн (Вадуц)     | Ліхтенштейн | 1:3       | Латвія      |
| 13 жовтня 2004    | Португалія (Лісабон)    | Португалія  | 7:1       | Росія       |
| 13 жовтня 2004    | Люксембург (Люксембург) | Люксембург  | 0:4       | Ліхтенштейн |
| 13 жовтня 2004    | Латвія (Рига)           | Латвія      | 2:2       | Естонія     |
| 9 жовтня 2004     | Ліхтенштейн (Вадуц)     | Ліхтенштейн | 2:2       | Португалія  |
| 9 жовтня 2004     | Словаччина (Братислава) | Словаччина  | 4:1       | Латвія      |
| 9 жовтня 2004     | Люксембург (Люксембург) | Люксембург  | 0:4       | Росія       |
| 8 вересня 2004    | Португалія (Лейрія)     | Португалія  | 4:0       | Естонія     |
| 8 вересня 2004    | Словаччина (Братислава) | Словаччина  | 7:0       | Ліхтенштейн |
| 8 вересня 2004    | Люксембург (Люксембург) | Люксембург  | 3:4       | Латвія      |
| 4 вересня 2004    | Латвія (Рига)           | Латвія      | 0:2       | Португалія  |
| 4 вересня 2004    | Росія (Москва)          | Росія       | 1:1       | Словаччина  |
| 4 вересня 2004    | Естонія (Таллінн)       | Естонія     | 4:0       | Люксембург  |
| 18 серпня 2004    | Словаччина (Братислава) | Словаччина  | 3:1       | Люксембург  |
| 18 серпня 2004    | Ліхтенштейн (Вадуц)     | Ліхтенштейн | 1:2       | Естонія     |

### Група 4
| Група 4           |    |     |   |     |    |    |    |
| Команда           | М  | Пер | Н | Пор | +  | -  | Оч |
| Франція           | 10 | 5   | 5 | 0   | 14 | 2  | 20 |
| Швейцарія         | 10 | 4   | 6 | 0   | 18 | 7  | 18 |
| Ізраїль           | 10 | 4   | 6 | 0   | 15 | 10 | 18 |
| Ірландія          | 10 | 4   | 5 | 1   | 12 | 5  | 17 |
| Кіпр              | 10 | 1   | 1 | 8   | 8  | 20 | 4  |
| Фарерські острови | 10 | 0   | 1 | 9   | 4  | 27 | 1  |
|                   |    |     |   |     |    |    |    |

| Результати        |                              |                   |           |                   |
| Дата              | Місце проведення             |                   | Результат |                   |
| 12 жовтня 2005    | Франція (Париж)              | Франція           | 4:0       | Кіпр              |
| 12 жовтня 2005    | Ірландія (Дублін)            | Ірландія          | 0:0       | Швейцарія         |
| 8 жовтня 2005     | Ізраїль (Тель-Авів)          | Ізраїль           | 2:1       | Фарерські острови |
| 8 жовтня 2005     | Швейцарія (Берн)             | Швейцарія         | 1:1       | Франція           |
| 8 жовтня 2005     | Кіпр (Нікосія)               | Кіпр              | 0:1       | Ірландія          |
| 7 вересня 2005    | Кіпр (Нікосія)               | Кіпр              | 1:3       | Швейцарія         |
| 7 вересня 2005    | Ірландія (Дублін)            | Ірландія          | 0:1       | Франція           |
| 7 вересня 2005    | Фарерські острови (Торсхавн) | Фарерські острови | 0:2       | Ізраїль           |
| 3 вересня 2005    | Франція (Ланс)               | Франція           | 3:0       | Фарерські острови |
| 3 вересня 2005    | Швейцарія (Базель)           | Швейцарія         | 1:1       | Ізраїль           |
| 17 серпня 2005    | Фарерські острови (Тофтір)   | Фарерські острови | 0:3       | Кіпр              |
| 8 червня 2005     | Фарерські острови (Торсхавн) | Фарерські острови | 0:2       | Ірландія          |
| 4 червня 2005     | Ірландія (Дублін)            | Ірландія          | 2:2       | Ізраїль           |
| 4 червня 2005     | Фарерські острови (Тофтір)   | Фарерські острови | 1:3       | Швейцарія         |
| 30 березня 2005   | Ізраїль (Тель-Авів)          | Ізраїль           | 1:1       | Франція           |
| 30 березня 2005   | Швейцарія (Цюрих)            | Швейцарія         | 1:0       | Кіпр              |
| 26 березня 2005   | Франція (Париж)              | Франція           | 0:0       | Швейцарія         |
| 26 березня 2005   | Ізраїль (Тель-Авів)          | Ізраїль           | 1:1       | Ірландія          |
| 17 листопада 2004 | Кіпр (Нікосія)               | Кіпр              | 1:2       | Ізраїль           |
| 13 жовтня 2004    | Кіпр (Нікосія)               | Кіпр              | 0:2       | Франція           |
| 13 жовтня 2004    | Ірландія (Дублін)            | Ірландія          | 2:0       | Фарерські острови |
| 9 жовтня 2004     | Франція (Сен-Дені)           | Франція           | 0:0       | Ірландія          |
| 9 жовтня 2004     | Ізраїль (Тель-Авів)          | Ізраїль           | 2:2       | Швейцарія         |
| 9 жовтня 2004     | Кіпр (Нікосія)               | Кіпр              | 2:2       | Фарерські острови |
| 8 вересня 2004    | Ізраїль (Тель-Авів)          | Ізраїль           | 2:1       | Кіпр              |
| 8 вересня 2004    | Швейцарія (Базель)           | Швейцарія         | 1:1       | Ірландія          |
| 8 вересня 2004    | Фарерські острови (Торсхавн) | Фарерські острови | 0:2       | Франція           |
| 4 вересня 2004    | Франція (Сен-Дені)           | Франція           | 0:0       | Ізраїль           |
| 4 вересня 2004    | Швейцарія (Базель)           | Швейцарія         | 6:0       | Фарерські острови |
| 4 вересня 2004    | Ірландія (Дублін)            | Ірландія          | 3:0       | Кіпр              |

### Група 5
| Група 5   |    |     |   |     |    |    |    |
| Команда   | М  | Пер | Н | Пор | +  | -  | Оч |
| Італія    | 10 | 7   | 2 | 1   | 17 | 8  | 23 |
| Норвегія  | 10 | 5   | 3 | 2   | 12 | 7  | 18 |
| Шотландія | 10 | 3   | 4 | 3   | 9  | 7  | 13 |
| Словенія  | 10 | 3   | 3 | 4   | 10 | 13 | 12 |
| Білорусь  | 10 | 2   | 4 | 4   | 12 | 14 | 10 |
| Молдова   | 10 | 1   | 2 | 7   | 5  | 16 | 5  |
|           |    |     |   |     |    |    |    |

| Результати      |                    |           |           |           |
| Дата            | Місце проведення   |           | Результат |           |
| 12 жовтня 2005  | Білорусь (Мінськ)  | Білорусь  | 0:1       | Норвегія  |
| 12 жовтня 2005  | Словенія (Цельє)   | Словенія  | 0:3       | Шотландія |
| 12 жовтня 2005  | Італія (Лечче)     | Італія    | 2:1       | Молдова   |
| 8 жовтня 2005   | Італія (Палермо)   | Італія    | 1:0       | Словенія  |
| 8 жовтня 2005   | Норвегія (Осло)    | Норвегія  | 1:0       | Молдова   |
| 8 жовтня 2005   | Шотландія (Глазго) | Шотландія | 0:1       | Білорусь  |
| 7 вересня 2005  | Молдова (Кишинеу)  | Молдова   | 1:2       | Словенія  |
| 7 вересня 2005  | Білорусь (Мінськ)  | Білорусь  | 1:4       | Італія    |
| 7 вересня 2005  | Норвегія (Осло)    | Норвегія  | 1:2       | Шотландія |
| 3 вересня 2005  | Словенія (Цельє)   | Словенія  | 2:3       | Норвегія  |
| 3 вересня 2005  | Молдова (Кишинеу)  | Молдова   | 2:0       | Білорусь  |
| 3 вересня 2005  | Шотландія (Глазго) | Шотландія | 1:1       | Італія    |
| 8 червня 2005   | Білорусь (Мінськ)  | Білорусь  | 0:0       | Шотландія |
| 4 червня 2005   | Норвегія (Осло)    | Норвегія  | 0:0       | Італія    |
| 4 червня 2005   | Білорусь (Мінськ)  | Білорусь  | 1:1       | Словенія  |
| 4 червня 2005   | Шотландія (Глазго) | Шотландія | 2:0       | Молдова   |
| 30 березня 2005 | Молдова (Кишинеу)  | Молдова   | 0:0       | Норвегія  |
| 30 березня 2005 | Словенія (Цельє)   | Словенія  | 1:1       | Білорусь  |
| 26 березня 2005 | Італія (Мілан)     | Італія    | 2:0       | Шотландія |
| 13 жовтня 2004  | Молдова (Кишинеу)  | Молдова   | 1:1       | Шотландія |
| 13 жовтня 2004  | Італія (Парма)     | Італія    | 4:3       | Білорусь  |
| 13 жовтня 2004  | Норвегія (Осло)    | Норвегія  | 3:0       | Словенія  |
| 9 жовтня 2004   | Словенія (Цельє)   | Словенія  | 1:0       | Італія    |
| 9 жовтня 2004   | Білорусь (Мінськ)  | Білорусь  | 4:0       | Молдова   |
| 9 жовтня 2004   | Шотландія (Глазго) | Шотландія | 0:1       | Норвегія  |
| 8 вересня 2004  | Молдова (Кишинеу)  | Молдова   | 0:1       | Італія    |
| 8 вересня 2004  | Норвегія (Осло)    | Норвегія  | 1:1       | Білорусь  |
| 8 вересня 2004  | Шотландія (Глазго) | Шотландія | 0:0       | Словенія  |
| 4 вересня 2004  | Італія (Палермо)   | Італія    | 2:1       | Норвегія  |
| 4 вересня 2004  | Словенія (Цельє)   | Словенія  | 3:0       | Молдова   |

### Група 6
| Група 6           |    |     |   |     |    |    |    |
| Команда           | М  | Пер | Н | Пор | +  | -  | Оч |
| Англія            | 10 | 8   | 1 | 1   | 17 | 5  | 25 |
| Польща            | 10 | 8   | 0 | 2   | 27 | 9  | 24 |
| Австрія           | 10 | 4   | 3 | 3   | 15 | 12 | 15 |
| Північна Ірландія | 10 | 2   | 3 | 5   | 10 | 18 | 9  |
| Уельс             | 10 | 2   | 2 | 6   | 10 | 15 | 8  |
| Азербайджан       | 10 | 0   | 3 | 7   | 1  | 21 | 3  |
|                   |    |     |   |     |    |    |    |

| Результати      |                             |                   |           |                   |
| Дата            | Місце проведення            |                   | Результат |                   |
| 12 жовтня 2005  | Австрія (Відень)            | Австрія           | 2:0       | Північна Ірландія |
| 12 жовтня 2005  | Уельс (Кардіфф)             | Уельс             | 2:0       | Азербайджан       |
| 12 жовтня 2005  | Англія (Манчестер)          | Англія            | 2:1       | Польща            |
| 8 жовтня 2005   | Англія (Манчестер)          | Англія            | 1:0       | Австрія           |
| 8 жовтня 2005   | Північна Ірландія (Белфаст) | Північна Ірландія | 2:3       | Уельс             |
| 7 вересня 2005  | Азербайджан (Баку)          | Азербайджан       | 0:0       | Австрія           |
| 7 вересня 2005  | Польща (Варшава)            | Польща            | 1:0       | Уельс             |
| 7 вересня 2005  | Північна Ірландія (Белфаст) | Північна Ірландія | 1:0       | Англія            |
| 3 вересня 2005  | Польща (Хожув)              | Польща            | 3:2       | Австрія           |
| 3 вересня 2005  | Північна Ірландія (Белфаст) | Північна Ірландія | 2:0       | Азербайджан       |
| 3 вересня 2005  | Уельс (Кардіфф)             | Уельс             | 0:1       | Англія            |
| 4 червня 2005   | Азербайджан (Баку)          | Азербайджан       | 0:3       | Польща            |
| 30 березня 2005 | Австрія (Відень)            | Австрія           | 1:0       | Уельс             |
| 30 березня 2005 | Польща (Варшава)            | Польща            | 1:0       | Північна Ірландія |
| 30 березня 2005 | Англія (Ньюкасл)            | Англія            | 2:0       | Азербайджан       |
| 26 березня 2005 | Польща (Варшава)            | Польща            | 8:0       | Азербайджан       |
| 26 березня 2005 | Уельс (Кардіфф)             | Уельс             | 0:2       | Австрія           |
| 26 березня 2005 | Англія (Манчестер)          | Англія            | 4:0       | Північна Ірландія |
| 13 жовтня 2004  | Азербайджан (Баку)          | Азербайджан       | 0:1       | Англія            |
| 13 жовтня 2004  | Уельс (Кардіфф)             | Уельс             | 2:3       | Польща            |
| 13 жовтня 2004  | Північна Ірландія (Белфаст) | Північна Ірландія | 3:3       | Австрія           |
| 9 жовтня 2004   | Азербайджан (Баку)          | Азербайджан       | 0:0       | Північна Ірландія |
| 9 жовтня 2004   | Австрія (Відень)            | Австрія           | 1:3       | Польща            |
| 9 жовтня 2004   | Англія (Манчестер)          | Англія            | 2:0       | Уельс             |
| 8 вересня 2004  | Австрія (Відень)            | Австрія           | 2:0       | Азербайджан       |
| 8 вересня 2004  | Польща (Хожув)              | Польща            | 1:2       | Англія            |
| 8 вересня 2004  | Уельс (Кардіфф)             | Уельс             | 2:2       | Північна Ірландія |
| 4 вересня 2004  | Азербайджан (Баку)          | Азербайджан       | 1:1       | Уельс             |
| 4 вересня 2004  | Австрія (Відень)            | Австрія           | 2:2       | Англія            |
| 4 вересня 2004  | Північна Ірландія (Белфаст) | Північна Ірландія | 0:3       | Польща            |

### Група 7
| Група 7              |    |     |   |     |    |    |    |
| Команда              | М  | Пер | Н | Пор | +  | -  | Оч |
| Сербія та Чорногорія | 10 | 6   | 4 | 0   | 16 | 1  | 22 |
| Іспанія              | 10 | 5   | 5 | 0   | 19 | 3  | 20 |
| Боснія і Герцеговина | 10 | 4   | 4 | 2   | 12 | 9  | 16 |
| Бельгія              | 10 | 3   | 3 | 4   | 16 | 11 | 12 |
| Литва                | 10 | 2   | 4 | 4   | 8  | 9  | 10 |
| Сан-Марино           | 10 | 0   | 0 | 10  | 2  | 40 | 0  |
|                      |    |     |   |     |    |    |    |

| Результати        |                                |                      |           |                      |
| Дата              | Місце проведення               |                      | Результат |                      |
| 12 жовтня 2005    | Литва (Вільнюс)                | Литва                | 1:1       | Бельгія              |
| 12 жовтня 2005    | Сан-Марино (Серравалле)        | Сан-Марино           | 0:6       | Іспанія              |
| 12 жовтня 2005    | Сербія і Чорногорія (Белград)  | Сербія і Чорногорія  | 1:0       | Боснія і Герцеговина |
| 8 жовтня 2005     | Бельгія (Брюссель)             | Бельгія              | 0:2       | Іспанія              |
| 8 жовтня 2005     | Боснія і Герцеговина (Зеніца)  | Боснія і Герцеговина | 3:0       | Сан-Марино           |
| 8 жовтня 2005     | Литва (Вільнюс)                | Литва                | 0:2       | Сербія і Чорногорія  |
| 7 вересня 2005    | Іспанія (Мадрид)               | Іспанія              | 1:1       | Сербія і Чорногорія  |
| 7 вересня 2005    | Бельгія (Антверпен)            | Бельгія              | 8:0       | Сан-Марино           |
| 7 вересня 2005    | Литва (Вільнюс)                | Литва                | 0:1       | Боснія і Герцеговина |
| 3 вересня 2005    | Сербія і Чорногорія (Белград)  | Сербія і Чорногорія  | 2:0       | Литва                |
| 3 вересня 2005    | Боснія і Герцеговина (Зеніца)  | Боснія і Герцеговина | 1:0       | Бельгія              |
| 8 червня 2005     | Іспанія (Валенсія)             | Іспанія              | 1:1       | Боснія і Герцеговина |
| 4 червня 2005     | Іспанія (Валенсія)             | Іспанія              | 1:0       | Литва                |
| 4 червня 2005     | Сан-Марино (Серравалле)        | Сан-Марино           | 1:3       | Боснія і Герцеговина |
| 4 червня 2005     | Сербія і Чорногорія (Белград)  | Сербія і Чорногорія  | 0:0       | Бельгія              |
| 30 березня 2005   | Сербія і Чорногорія (Белград)  | Сербія і Чорногорія  | 0:0       | Іспанія              |
| 30 березня 2005   | Сан-Марино (Серравалле)        | Сан-Марино           | 1:2       | Бельгія              |
| 30 березня 2005   | Боснія і Герцеговина (Сараєво) | Боснія і Герцеговина | 1:1       | Литва                |
| 26 березня 2005   | Бельгія (Брюссель)             | Бельгія              | 4:1       | Боснія і Герцеговина |
| 9 лютого 2005     | Іспанія (Альмерія)             | Іспанія              | 5:0       | Сан-Марино           |
| 17 листопада 2004 | Сан-Марино (Серравалле)        | Сан-Марино           | 0:1       | Литва                |
| 17 листопада 2004 | Бельгія (Брюссель)             | Бельгія              | 0:2       | Сербія і Чорногорія  |
| 13 жовтня 2004    | Литва (Вільнюс)                | Литва                | 0:0       | Іспанія              |
| 13 жовтня 2004    | Сербія і Чорногорія (Белград)  | Сербія і Чорногорія  | 5:0       | Сан-Марино           |
| 9 жовтня 2004     | Іспанія (Сантандер)            | Іспанія              | 2:0       | Бельгія              |
| 9 жовтня 2004     | Боснія і Герцеговина (Сараєво) | Боснія і Герцеговина | 0:0       | Сербія і Чорногорія  |
| 8 вересня 2004    | Боснія і Герцеговина (Зеніца)  | Боснія і Герцеговина | 1:1       | Іспанія              |
| 8 вересня 2004    | Литва (Каунас)                 | Литва                | 4:0       | Сан-Марино           |
| 4 вересня 2004    | Сан-Марино (Серравалле)        | Сан-Марино           | 0:3       | Сербія і Чорногорія  |
| 4 вересня 2004    | Бельгія (Шарлеруа)             | Бельгія              | 1:1       | Литва                |

### Група 8
| Група 8  |    |     |   |     |    |    |    |
| Команда  | М  | Пер | Н | Пор | +  | -  | Оч |
| Хорватія | 10 | 7   | 3 | 0   | 21 | 5  | 24 |
| Швеція   | 10 | 8   | 0 | 2   | 30 | 4  | 24 |
| Болгарія | 10 | 4   | 3 | 3   | 17 | 17 | 15 |
| Угорщина | 10 | 4   | 2 | 4   | 13 | 14 | 14 |
| Ісландія | 10 | 1   | 1 | 8   | 14 | 27 | 4  |
| Мальта   | 10 | 0   | 3 | 7   | 4  | 32 | 3  |
|          |    |     |   |     |    |    |    |

| Результати        |                      |          |           |          |
| Дата              | Місце проведення     |          | Результат |          |
| 12 жовтня 2005    | Швеція (Стокгольм)   | Швеція   | 3:1       | Ісландія |
| 12 жовтня 2005    | Угорщина (Будапешт)  | Угорщина | 0:0       | Хорватія |
| 12 жовтня 2005    | Мальта (Та-Калі)     | Мальта   | 1:1       | Болгарія |
| 8 жовтня 2005     | Хорватія (Загреб)    | Хорватія | 1:0       | Швеція   |
| 8 жовтня 2005     | Болгарія (Софія)     | Болгарія | 2:0       | Угорщина |
| 7 вересня 2005    | Угорщина (Будапешт)  | Угорщина | 0:1       | Швеція   |
| 7 вересня 2005    | Болгарія (Софія)     | Болгарія | 3:2       | Ісландія |
| 7 вересня 2005    | Мальта (Та-Калі)     | Мальта   | 1:1       | Хорватія |
| 3 вересня 2005    | Угорщина (Будапешт)  | Угорщина | 4:0       | Мальта   |
| 3 вересня 2005    | Ісландія (Рейк'явік) | Ісландія | 1:3       | Хорватія |
| 3 вересня 2005    | Швеція (Стокгольм)   | Швеція   | 3:0       | Болгарія |
| 8 червня 2005     | Ісландія (Рейк'явік) | Ісландія | 4:1       | Мальта   |
| 4 червня 2005     | Ісландія (Рейк'явік) | Ісландія | 2:3       | Угорщина |
| 4 червня 2005     | Болгарія (Софія)     | Болгарія | 1:3       | Хорватія |
| 4 червня 2005     | Швеція (Гетеборг)    | Швеція   | 6:0       | Мальта   |
| 30 березня 2005   | Угорщина (Будапешт)  | Угорщина | 1:1       | Болгарія |
| 30 березня 2005   | Хорватія (Загреб)    | Хорватія | 3:0       | Мальта   |
| 26 березня 2005   | Хорватія (Загреб)    | Хорватія | 4:0       | Ісландія |
| 26 березня 2005   | Болгарія (Софія)     | Болгарія | 0:3       | Швеція   |
| 17 листопада 2004 | Мальта (Та-Калі)     | Мальта   | 0:2       | Угорщина |
| 13 жовтня 2004    | Ісландія (Рейк'явік) | Ісландія | 1:4       | Швеція   |
| 13 жовтня 2004    | Болгарія (Софія)     | Болгарія | 4:1       | Мальта   |
| 9 жовтня 2004     | Хорватія (Загреб)    | Хорватія | 2:2       | Болгарія |
| 9 жовтня 2004     | Мальта (Валетта)     | Мальта   | 0:0       | Ісландія |
| 9 жовтня 2004     | Швеція (Стокгольм)   | Швеція   | 3:0       | Угорщина |
| 8 вересня 2004    | Угорщина (Будапешт)  | Угорщина | 3:2       | Ісландія |
| 8 вересня 2004    | Швеція (Гетеборг)    | Швеція   | 0:1       | Хорватія |
| 4 вересня 2004    | Мальта (Валетта)     | Мальта   | 0:7       | Швеція   |
| 4 вересня 2004    | Хорватія (Загреб)    | Хорватія | 3:0       | Угорщина |
| 4 вересня 2004    | Ісландія (Рейк'явік) | Ісландія | 1:3       | Болгарія |

## Плей-оф
| Норвегія   |           |  |  |
|            |           |  |  |
|            | Чехія     |  |  |
|            |           |  |  |
| Чехія      |           |  |  |
|            |           |  |  |
|            |           |  |  |
| Швейцарія  |           |  |  |
|            |           |  |  |
|            | Швейцарія |  |  |
|            |           |  |  |
| Туреччина  |           |  |  |
|            |           |  |  |
|            |           |  |  |
| Іспанія    |           |  |  |
|            |           |  |  |
|            | Іспанія   |  |  |
|            |           |  |  |
| Словаччина |           |  |  |
|            |           |  |  |

| Результати        |                         |            |           |            |
| Дата              | Місце проведення        |            | Результат |            |
| 16 листопада 2005 | Чехія (Прага)           | Чехія      | 1:0       | Норвегія   |
| 16 листопада 2005 | Туреччина (Стамбул)     | Туреччина  | 4:2       | Швейцарія  |
| 16 листопада 2005 | Словаччина (Братислава) | Словаччина | 1:1       | Іспанія    |
| 12 листопада 2005 | Іспанія (Мадрид)        | Іспанія    | 5:1       | Словаччина |
| 12 листопада 2005 | Швейцарія (Берн)        | Швейцарія  | 2:0       | Туреччина  |
| 12 листопада 2005 | Норвегія (Осло)         | Норвегія   | 0:1       | Чехія      |